# Breynia disticha
Breynia disticha är en emblikaväxtart som beskrevs av Johann Reinhold Forster och Johann Georg Adam Forster. Breynia disticha ingår i släktet Breynia och familjen emblikaväxter. Inga underarter finns listade i Catalogue of Life.

## Bildgalleri

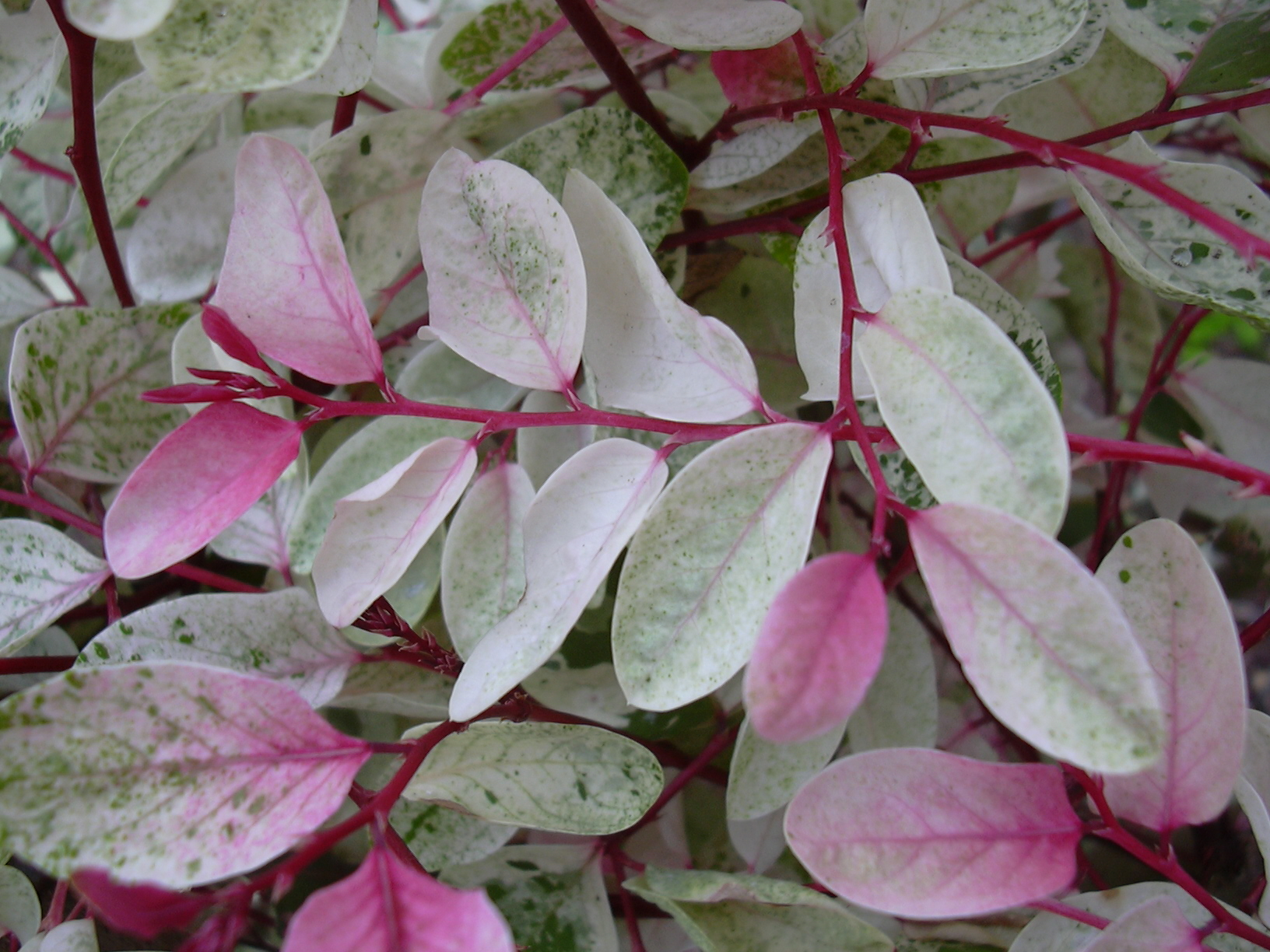
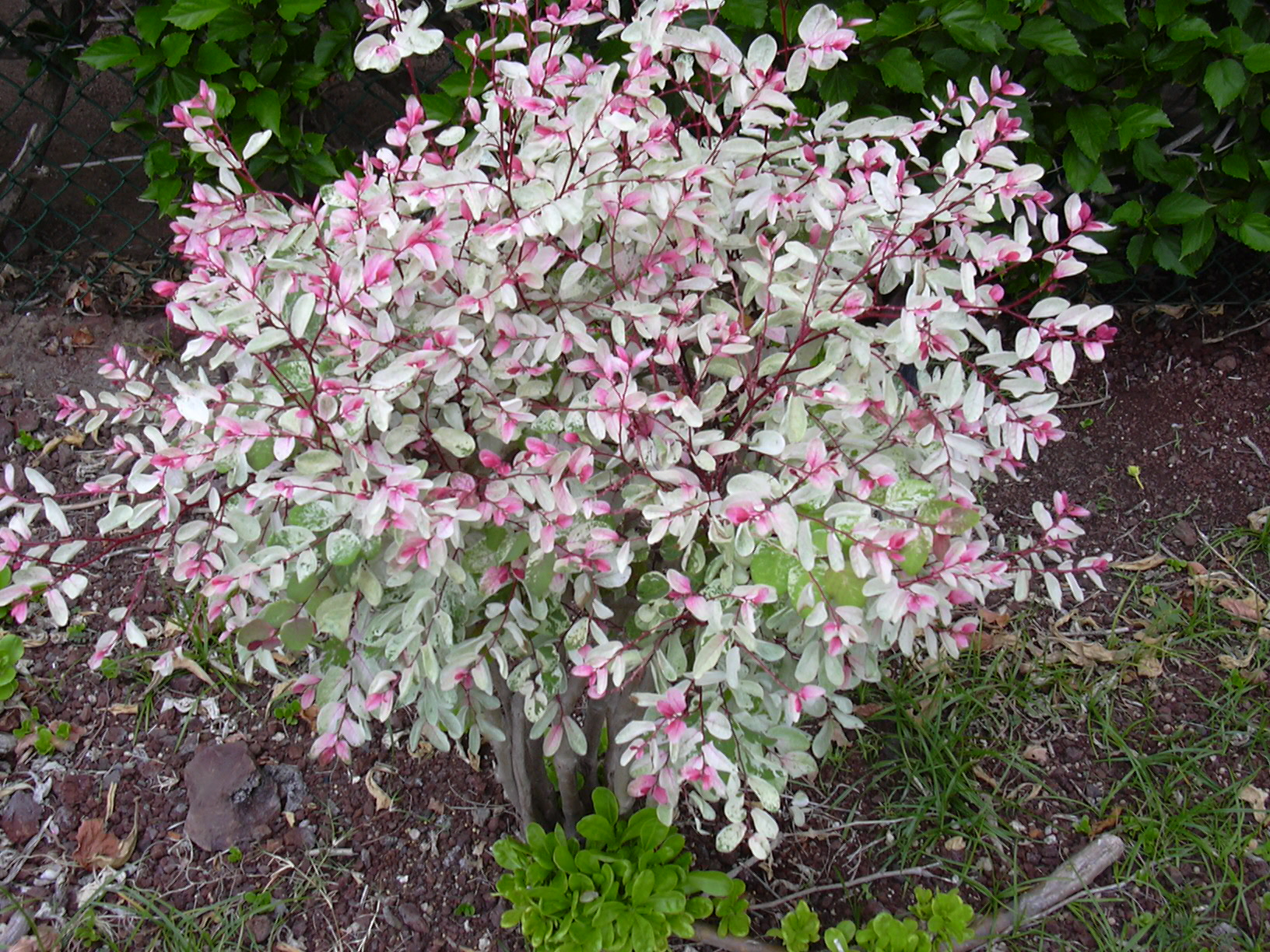
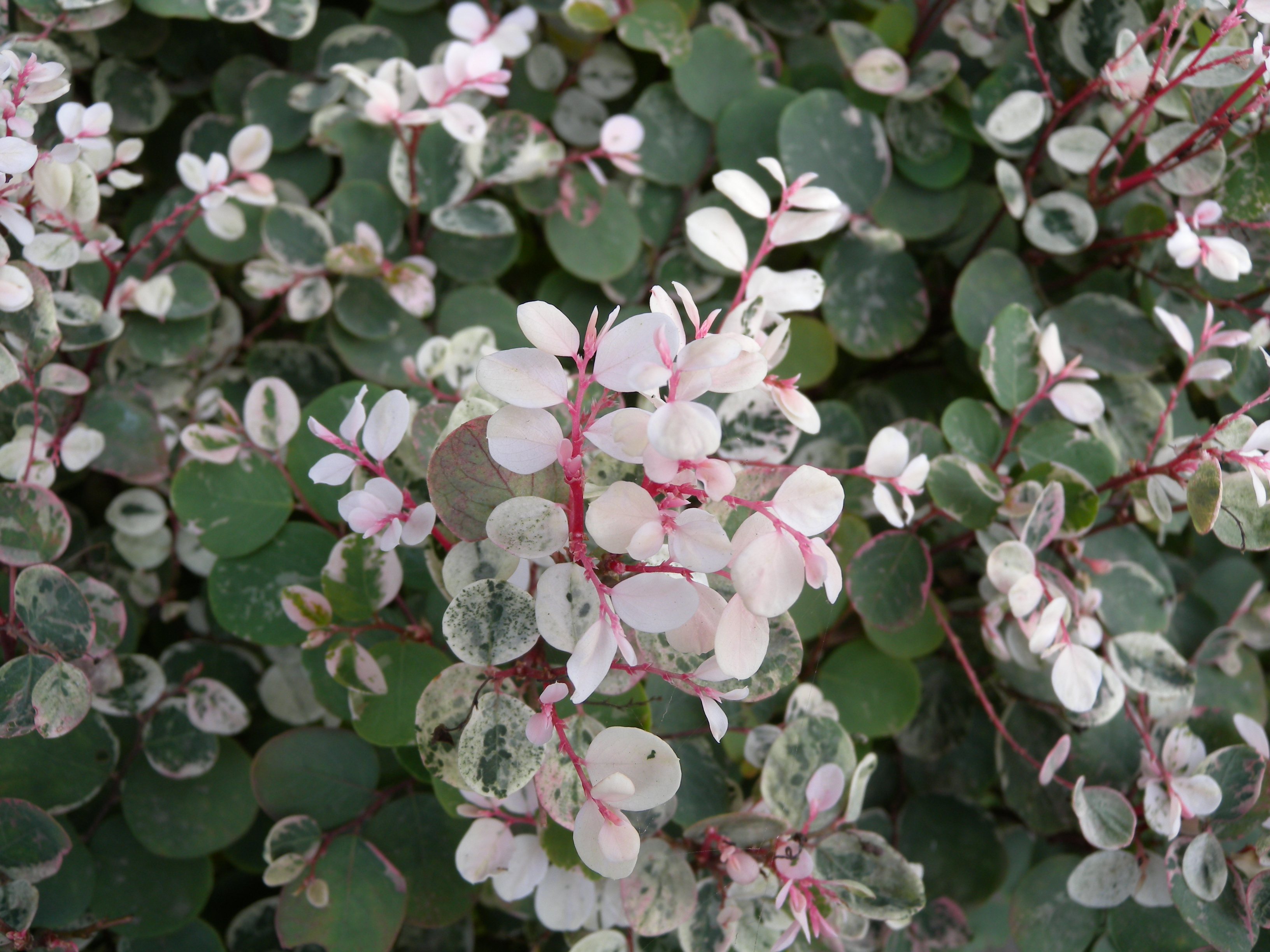
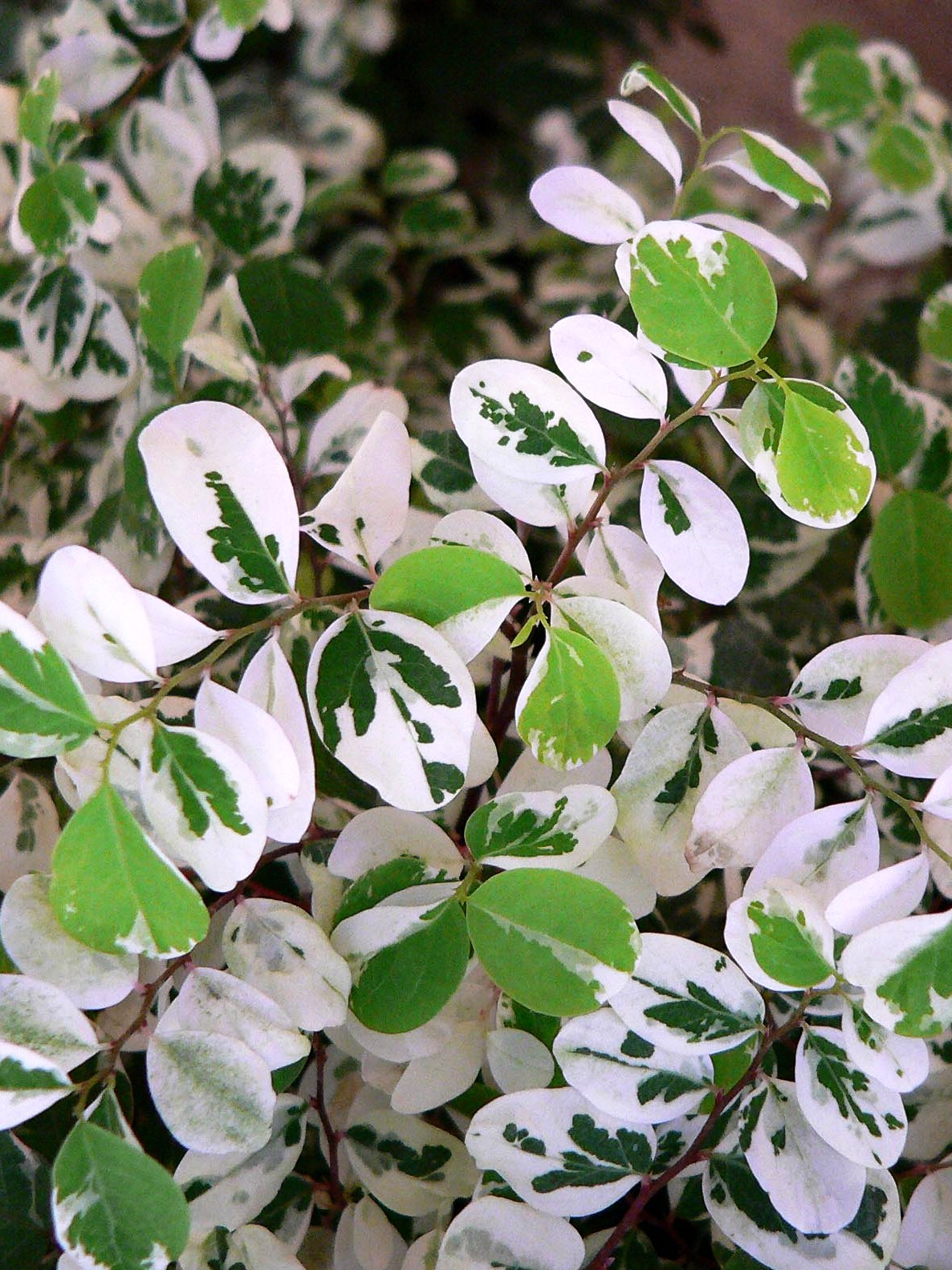